# Llyn Foulkes
Llyn Foulkes (* 17. November 1934 in Yakima, Washington) ist ein US-amerikanischer Künstler, der in Los Angeles lebt und arbeitet.

## Leben
Bereits während seines Studiums am Chouinard Art Institute, heute das California Institute of the Arts  in Valencia, Kalifornien, stellte er 1959 in der Ferus Gallery in Los Angeles aus, wo 1961 auch seine erste Einzelausstellung stattfand. Weitere frühe Einzelausstellungen fanden unter anderem 1962 im Pasadena Art Museum, dem heutigen Norton Simon Museum, und 1964 im Oakland Art Museum statt. 1967 stellte Foulkes zum ersten Male in Europa im Musée d’art moderne de la Ville de Paris in der Paris Biennale aus. 1967 vertrat er die USA bei der IX. Biennale von São Paulo im Museu de Arte Moderna de São Paulo in São Paulo, Brasilien.
Foulkes malte in den 1960er Jahren im Stil alter Landschaftsphotographie und alter Postkarten. Seine erste Retrospektive fand 1974 im Newport Harbor Art Museum in Newport Beach in Kalifornien statt. Seit dieser Zeit betätigt er sich auch als Musiker, er tritt noch heute als Solist mit seinem selbstentwickelten Musikapparat „Machine“ aus zahlreichen Schlaginstrumenten und Hupen auf und veröffentlicht CDs mit seinen Kompositionen.
Seit den frühen 1980er Jahren entwickelte er eine Maltechnik unter Verwendung von Stoffresten oder Polsterstoffen sowie Fotografien. 2011 war sein Gemälde Where did I go wrong? aus dem Jahre 1991 auf der Biennale di Venezia zu sehen. Er nahm mit einigen seiner Werke an der dOCUMENTA (13) des Jahres 2012 im Fridericianum in Kassel teil. 2013 widmete ihm das Armand Hammer Museum of Art in Los Angeles eine Retrospektive, die anschließend auch im New Museum of Contemporary Art, New York und im Museum Kurhaus Kleve gezeigt wurde.

## Ausstellungen
- 1974: Llyn Foulkes: Fifty Paintings, Collages and Prints from Sothern California Collections. A Survey Exhibitiom 1959–1974. Newport Harbor Art Museum, Newport Beach, Kalifornien.
- 1987: Llyn Foulkes: The Sixties. Kent Fine Art, New York, USA.
- 1995: Llyn Foulkes, Laguna Art Museum, Laguna Beach, CA, USA und weitere Stationen
- 2012: dOCUMENTA (13)
- 2013: Llyn Foulkes, Armand Hammer Museum of Art, Los Angeles und weitere Stationen.
- 2013/14: Llyn Foulkes, Museum Kurhaus Kleve